# Discothyrea traegaordhi
Discothyrea traegaordhi é uma espécie de formiga do gênero Discothyrea, pertencente à subfamília Proceratiinae.